# プレイワークス
playworks（プレイワークス）は、2004年4月1日に発足された、映像作家岩井俊二が主宰しているプロジェクト名。一般人のみならず現在活躍中のプロを含め日本の将来の映画界を担う人材との開発や、映画を通しての地域の活性化なども視野に入れ、良質の映画を送り出すことを目的としている。
なお、プレイワークスメンバーたちはプレイワークスの事を捩り「戯作」と呼んでいる。

## 概要
岩井俊二のオフィシャルのウェブページ宛に送られてくる膨大な脚本。なんとか映画界への架け橋を作れないかと考え、設けられたのが「しな丼」コーナー。アマチュアの作品をプロデューサーが読み、コメントをウェブページに掲載した。2004年4月より「しな丼」のコーナーを閉鎖し、「戯作通信」ことプレイワークスというウェブサイトを開設、また合わせてラジオ番組、円都通信がスタートした。プレイワークス（しな丼）で扱われたシナリオがラジオドラマが毎週放送されていた。「SEEDS of MOVIES（映画の種）」の名のごとく、『虹の女神』が2006年映画化され『Bandage』が2010年1月16日に劇場公開された。
なお、プレイワークスの前身、しな丼では映画『ジョゼと虎と魚たち』の脚本渡辺あやが発掘されている。
メンバーのその後の活動としては、『朝日の陰で朝食を』の脚本季東将司が『小さなカノン』（徳間書店）で小説家としてデビューし、また、『虹の女神』の脚本齊藤美如が『感染列島』でシナリオ協力、『ラッセ・ハルストレムがうまく言えない』の脚本寒竹ゆりが『天使の恋』で映画監督デビューを果たしている。

## ラジオドラマ作品
SEED Of MOVIES（映画の種）
- J.C
- 朝日の陰で朝食を
- カルシウム
- 日時計
- 少女毛虫
- メロス
- ラッセ・ハルストレムがうまく言えない
- Bandage
- 虹の女神
- サブライム
- MY LITTLE HONDA
- ひまわり
- 爆発シネマ野郎
- 東京安息日
- 浅知恵ドライブ
- 浮男の宴

※2004年4月に放送された「J.C」から、2005年8月放送の「サブライム」までの10作品が、CD化。エイベックス・マーケティング・コミュニケーションズ株式会社より、各1万枚の限定生産で販売された。

## 映画
- 虹の女神 Rainbow Song （2006年秋公開）
- ハルフウェイ（2009年2月公開)
- BATON（2009年4月公開）
- BANDAGE バンデイジ（2010年1月16日公開）